# Бодрум (футбольний клуб)
Футбольний клуб «Бодрум» (тур. Bodrum Futbol Kulübü) — турецький футбольний клуб з міста Бодрум.

## Історія
Клуб був заснований у 1931 році під назвою «Бодрумспор» Дервішем Горгюном, який також був футболістом цього клубу. Спочатку клуб грав у аматорській лізі, і лише в 1985 році вийшов до третьої турецької ліги. У сезоні 2012—2013 років за підтримки муніципалітету Бодрума клуб змінив назву на «Бодрум Беледієсі Бодрумспор», і знову в сезоні 2014–15 років вийшов до третьої турецької ліги. У сезоні 2016—2017 років клуб посів перше місце у своїй групі, та вийшов до другої турецької ліги.
«Бодрум» здобув підвищення до першої ліги після перемоги у фіналі плей-оф другої ліги сезону 2021—2022 років у матчі проти клубу «Караджабей Беледієспор» з рахунком 3-0. У сезоні 2022—2023 років клуб програв у фіналі плей-оф підвищення до Турецької Суперліги з рахунком 2-1 клубу «Пендікспор». Проте наступного року в сезоні 2023—2024 років клуб вперше у своїй історії забезпечив собі підвищення до Суперліги після перемоги у фіналі плей-оф підвищення з рахунком 3-1 над клубом «Сакар'яспор» після додаткового часу, ставши першим клубом з провінції Мугла, якому вдалося вийти до найвищого турецького дивізіону.

## Стадіон
Клуб грає на стадіоні «Ільче» в Бодрумі. Стадіон розпочали будувати в травні 2012 року, і завершили в лютому 2014 року.

## Кольори та емблема
Спочатку клубними кольорами були червоний і жовтий, пізніше їх змінили на зелений і білий.